# Robert Nortmann
Robert Alexander Nortmann (ur. 8 grudnia 1987 w Nassau) – bahamski koszykarz, występujący na pozycjach silnego skrzydłowego lub środkowego, posiadający także kanadyjskie obywatelstwo, reprezentant Bahamów.
Jego matka jest rodowitą Bahamką, natomiast ojciec jest Kanadyjczykiem, niemieckiego pochodzenia. 24 lutego 2013 został zawodnikiem australijskiego Maitland Mustangs. Rozegrał tam 18 spotkań, notując średnio 18.1 punktu i 8,7 zbiórki.
13 listopada 2015 zasilił skład Island Storm.
9 lutego 2017 podpisał kolejny w karierze kontrakt z Island Storm.  20 września 2017 zawarł umowę z kanadyjskim Windsor Express. 12 grudnia 2017 dołączył do niemieckiego Romerstorm Gladiators Trier.
Podczas występów w lidze islandzkiej (2020), jako zawodnik UMF Sindri Hofn zdobywał średnio 16,2 punktu, 8,3 zbiórki, 1,6 asysty, 1,2 przechwytu. W sezonie 2021/2022, jako reprezentant Baskets Schwelm, notował 5,8 punktu i 4,2 zbiórki w niemieckiej lidze Pro B (III liga niemiecka).

## Osiągnięcia
Stan na 2 listopada 2023, na podstawie, o ile nie zaznaczono inaczej.
College
- Zaliczony do II składu Atlantic University Sport All-Stars (2012)[10]
- Sportowiec tygodnia Dalhousie University (5 marca 2012)[11]

Reprezentacja
- Uczestnik:
  - amerykańskich kwalifikacji do mistrzostw świata (2019, 2023)
  - kwalifikacji do mistrzostw Ameryki (2021)